# Чудотворні народження

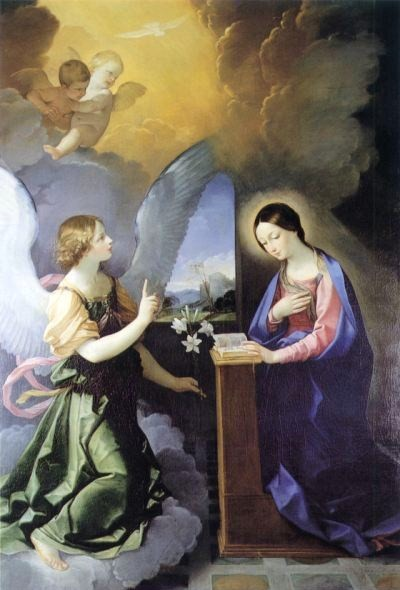
Благовіщення Гвідо Рені (1621)

Історії чудотворних народжень часто включають уявлення про чудодійні обставини та особливості, такі як втручання божества, надприродні елементи, астрономічні знаки, негаразди або, у випадку деяких міфологій, складні сюжети, пов’язані зі створенням.

### Боги

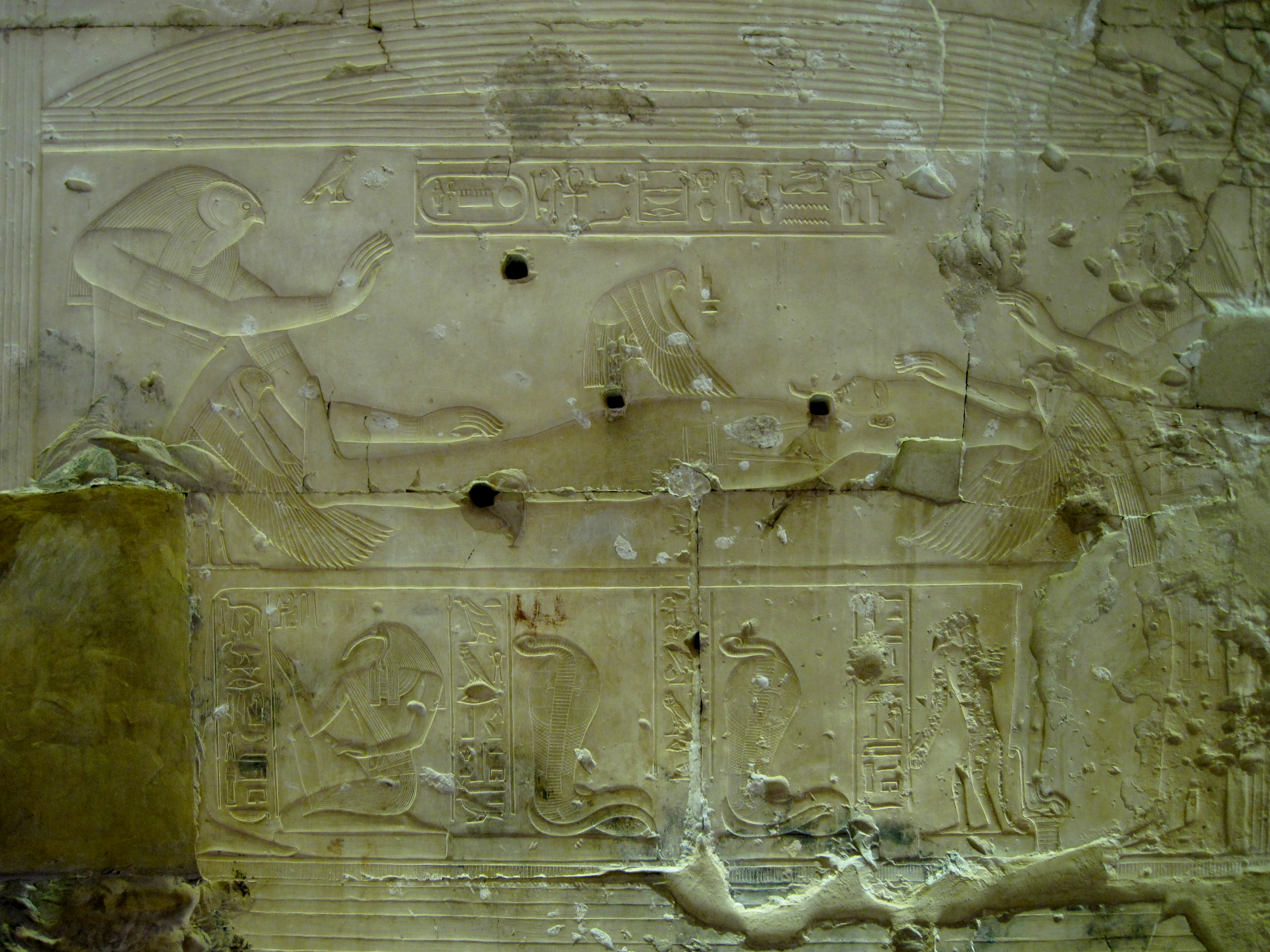
Ісіда у вигляді птаха поєднується з померлим Осірісом. По обидва боки є Хорус, хоча він ще ненароджений, і Ісіда в людській формі.

## Близька східна міфологія
Ассирійська і вавилонська концепція походження виражається у «відносинах між богами і богинями, в результаті інших богів і богинь», такі як Еа і Нінхурсаг при сприянні Абзу народили Мардука. Аккадськая Енума Еліша описує народження Мардука наступним чином : "Еа, підслухавши план споконвічних богів, щоб знищити інших богів, обдурили Апсу і Мумму і забили їх смертю. "Так, його торжество над ворогами забезпечено, в його священній палаті в глибокому спокої він відпочивав". (АНЕТ, с.   61, рядки 74 - 75. серце Апсу і "Хто його породив, був Еа, його батько; вона, яка зачала його, була Дамкіна, його мати".

## Іудаїзм
У Біблії та пізніших єврейських традиціях є розповіді про матріархів, що народжують, де Бог Ізраїлю чудесно втручається. Наприклад, у равіністичній літературі було розширено розродження матріарха Сари за попередніми старозавітними традиціями.

### Ісаак

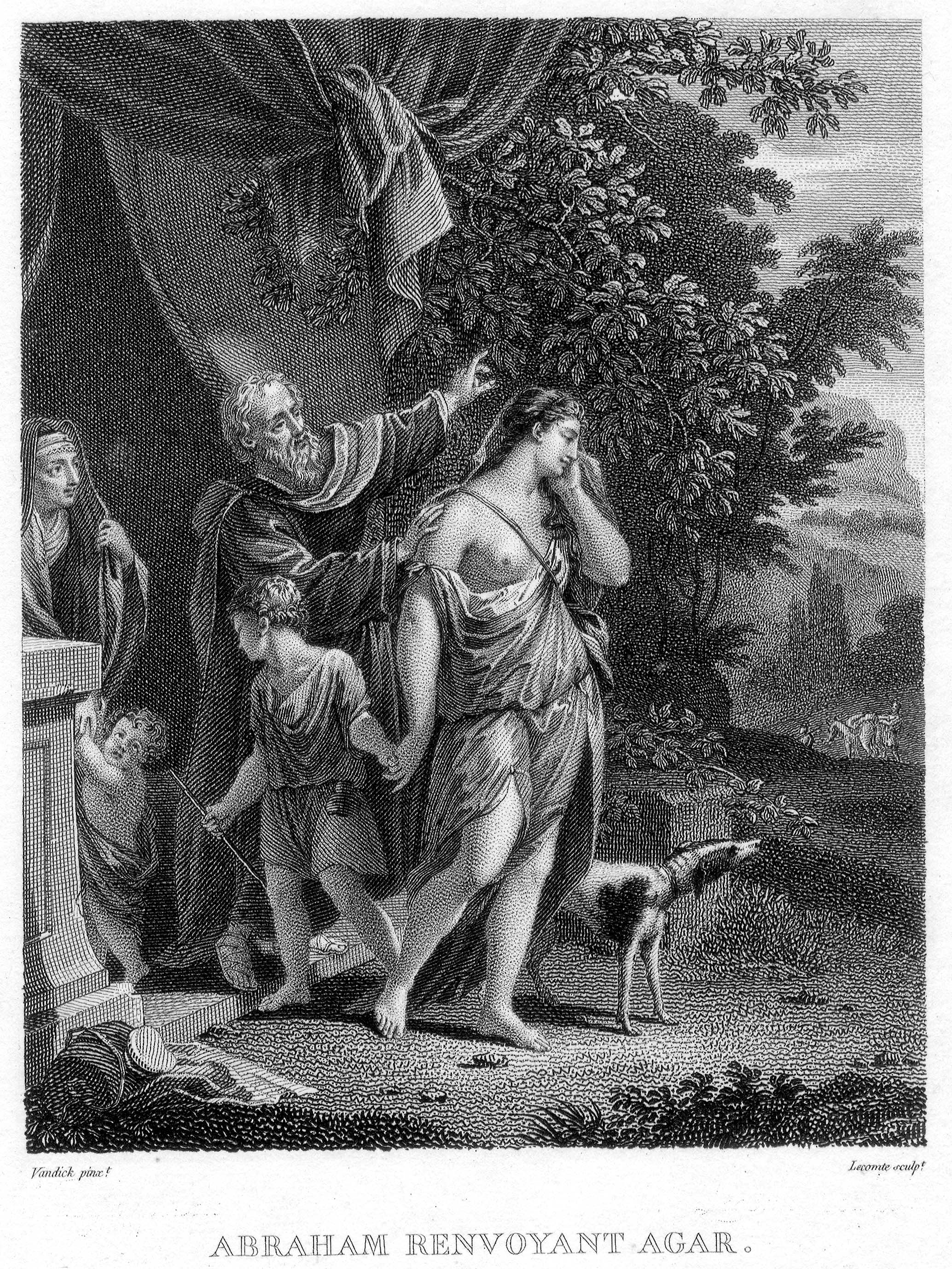
Вигнання Агара,. À Paris chez Fr. Fanet, Éditeur, Rue des Saints Pères n° 10. 18 ст. Сару видно з лівого боку, вона дивиться

### Іммануїл
Згідно Ісаїї 7:14, близько 735 р. До н. Е. Юдейський цар Ахаз отримав повідомлення від пророка Ісаї під час війни в Сиро-Єфреміті з Арамом (Сирією) та Ізраїлем: "Тому Господь, власний, дасть вам знак ось, молода жінка з дитиною, і вона народить сина, і вона назве ім'я Еммануїл ". Зазвичай юдейські коментатори вважають це посиланням на нечудотворне народження Єзекії або іншої сучасної дитини, як зазначено в наступному вказівці Ісаї про терміни.

### Мелхіседек
Друга книга Еноха містить розділ під назвою Воздвиження Мелхіседека, в якому йдеться про те, що Мелхіседек народився від діви Софоніма (або Сопаніми), дружини Ніра, брата Ноя. Дитина вийшла від матері після того, як вона померла, і сіла на ліжко біля її трупа, вже фізично розвиненого, одягнутого, говорячи і благословляючи Господа. Сорок днів потому Мелхіседек був доставлений архангелом Гавриїлом ( Михаїлом у деяких рукописах) до Едемського саду і таким чином був збережений від потопу, не перебуваючи в Ноєвому ковчезі.

## Зороастр
Ім'я Зороастра було прийнято з грецької та латинської Зороастр. Стародавня форма його імені в Авесті - Заратустра. Його рідною країною були, мабуть, Медійя в Західному Ірані (можливо, в сучасному Азербайджані ), але його служіння відбувалося на сході Ірану, особливо в регіоні Бактрія.

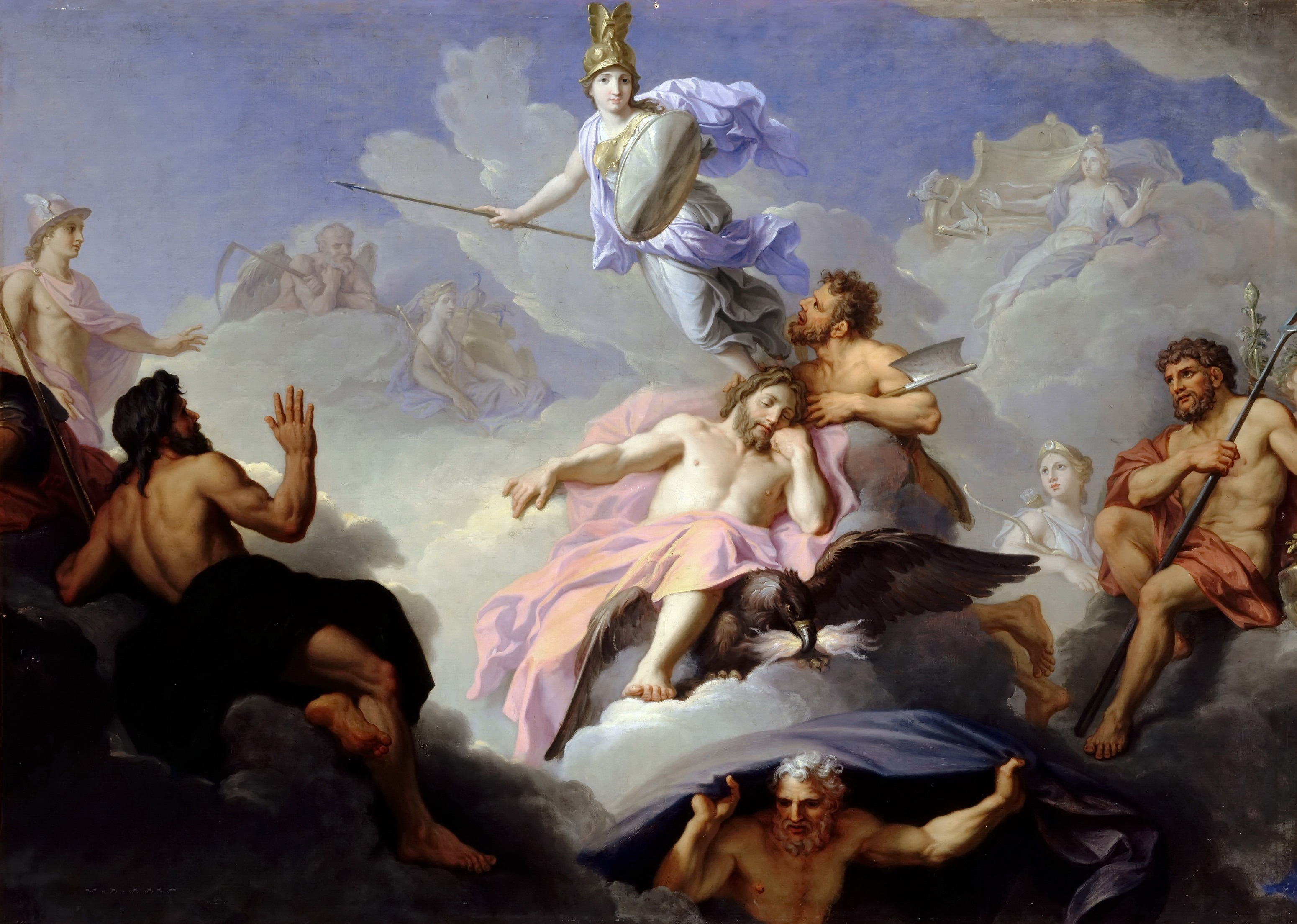
Народження Мінерви Рене-Антуана Хоасса (до 1688 р.)

### Мітра і Мітри

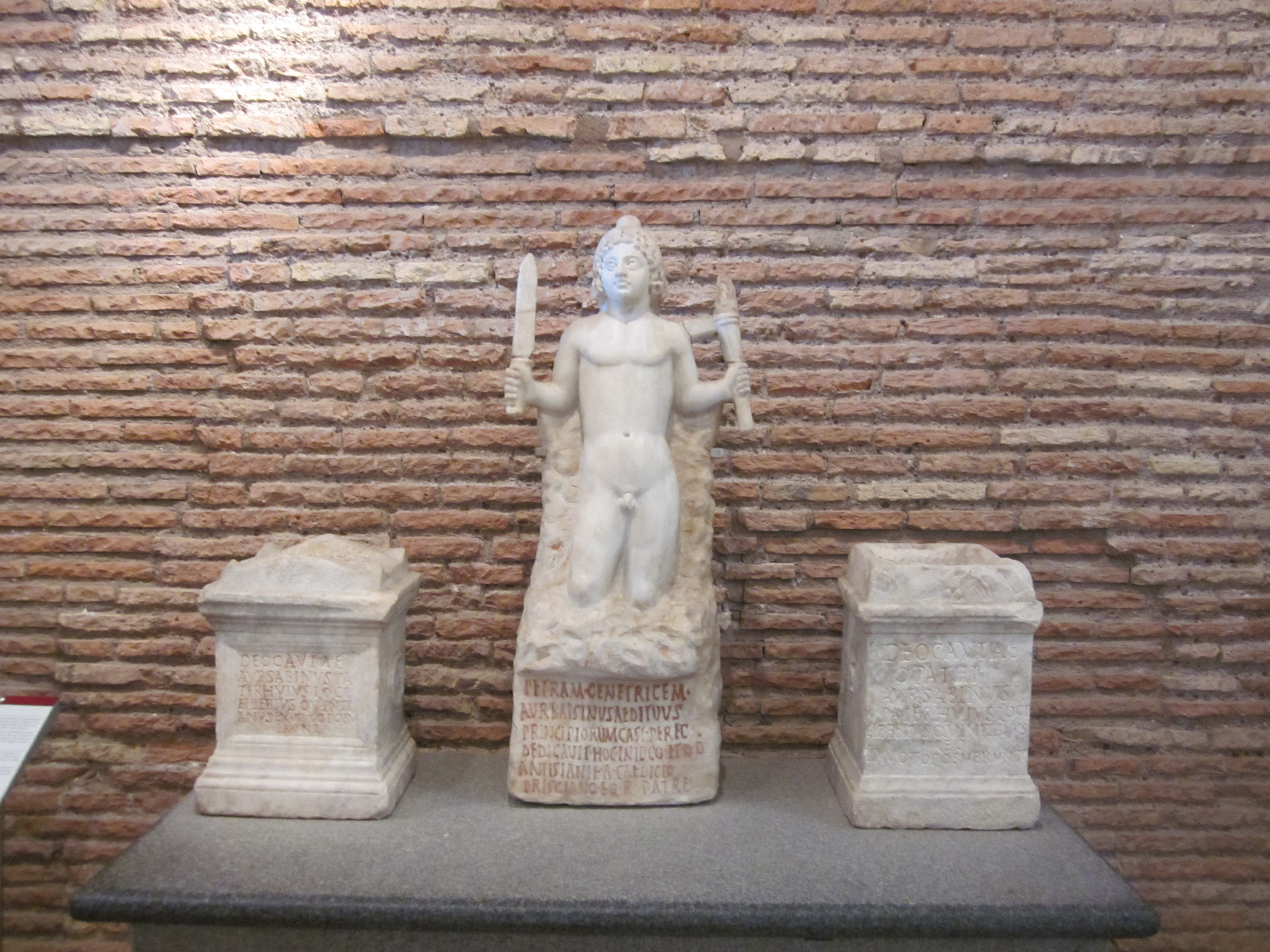
Римська статуя із зображенням Мітри

### Міфологічні герої

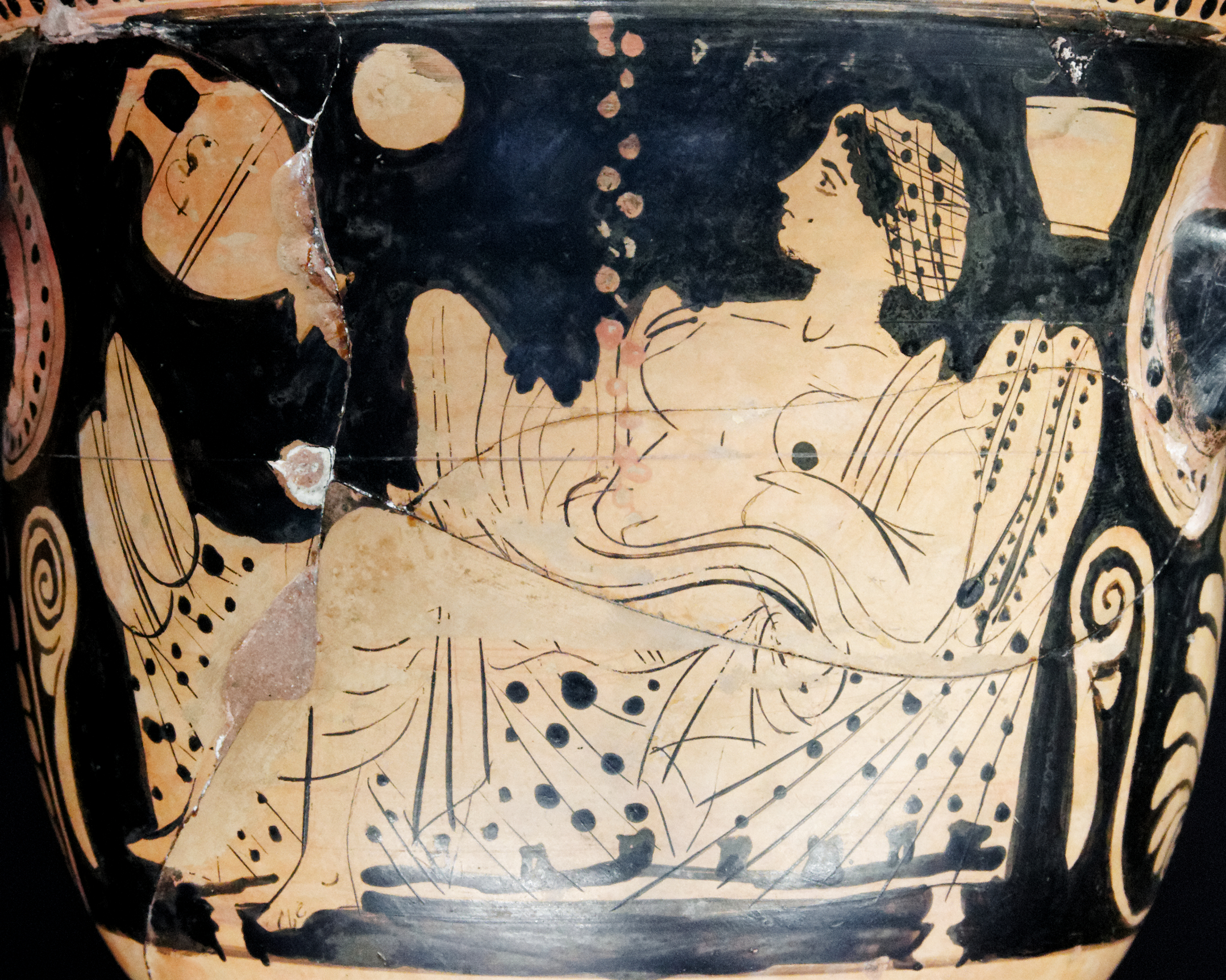
Стародавній беотійський кратер, що зображає Зевса, що просочує Данає у вигляді душа із золота, близько 450-425 рр. до н.е.

## Буддизм

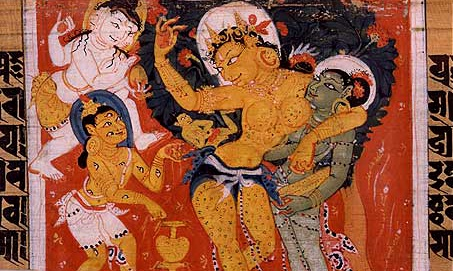
Мая дивом народжував Сіддхартху. Санскрит, рукопис пальмового листа. Наланда, Біхар, Індія. Період Пала

## Китай

### Жовтий імператор
Жовтий імператор іноді кажуть, що був плодом надзвичайного народження, як його мати Фубао задумала його, коли вона збудилася, гуляючи країною, блискавкою від Великого Возу.

### Лао-цзи
Деякі даоські школи вважали, що Лао-цзи був зачатий, коли його мати дивилася на падаючу зірку. Він народився, поки мати притулялася до сливи. Кажуть, що Лао-дзі з'явився як старий з повною сивою бородою. Це може бути тому, що його ім'я –  «Старий майстер» ( 老子  )  –  також можна читати як "Стара дитина".

## Християнство
Основні вчені сходяться на думці, що Різдво Ісуса, якщо і не сприймати як історично точним, проте його слід тлумачити в контексті іудаїзму першого століття, а не в контексті зарубіжних міфологій, які містять лише віддалені подібності.

### Марія
Згідно з традицією католицької церкви, батьки Діви Марії, свята Анна та святий Йоаким, були бездітними, коли до них прийшов ангел і сказав їм, що вони народять дочку. Під час зачаття Марії вона збереглася від осквернення первородного гріха.

### Ісус Христос

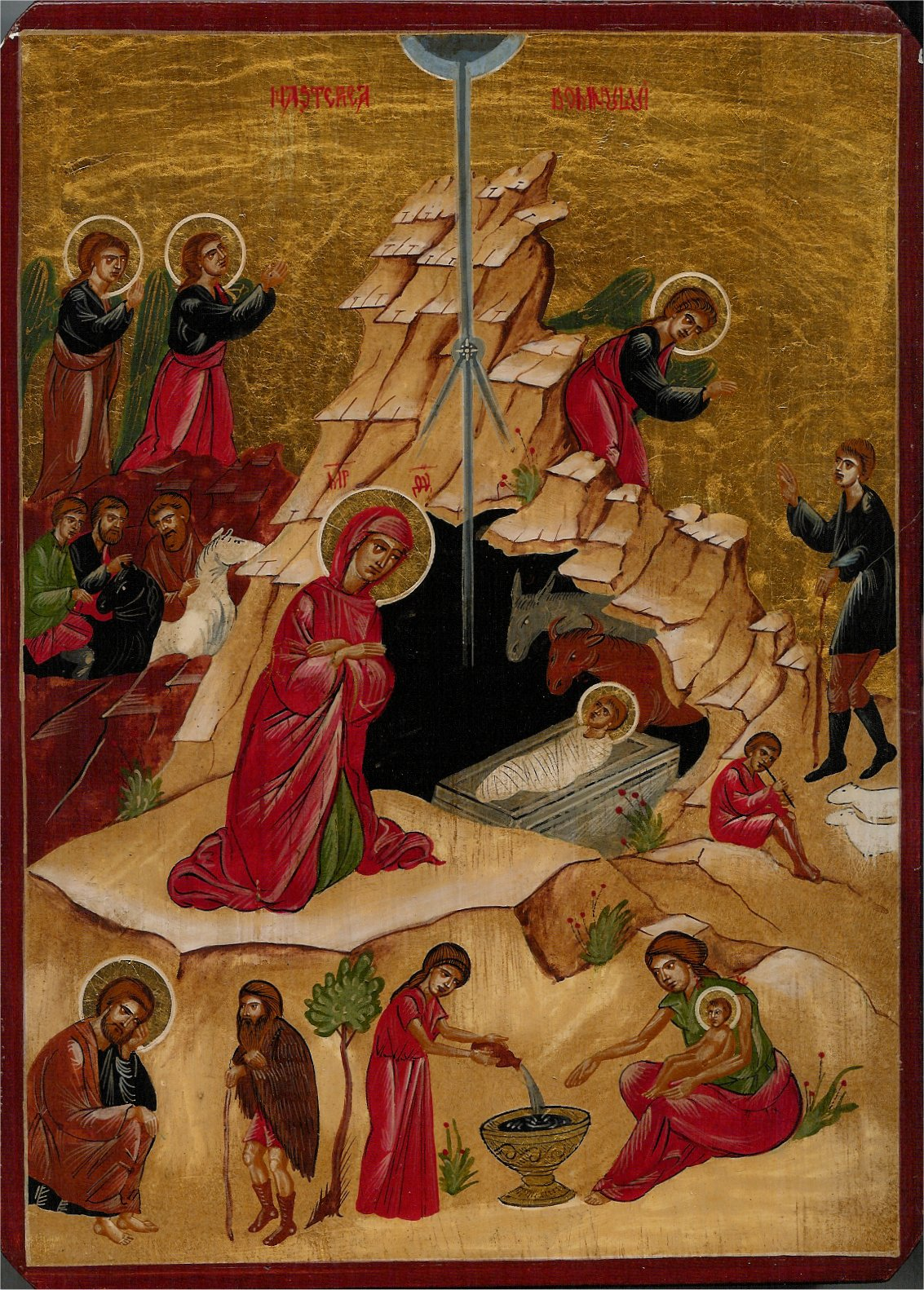
Румунська ікона Різдва Христового.

Євангеліє від Луки та Євангеліє від Матвія описують Різдво Ісуса. У  Євангелії від Луки Марія дізнається від ангела Гавриїла, що вона зачне і народить дитину. Вона запитує: "Як це може бути, оскільки я діва?". Він каже їй: « Дух Святий прийде на тебе ... з Богом все можливе». Вона відповідає: "Ось я, слуга Господній; хай буде зі мною згідно з твоїм словом".

Після І століття процвітали традиції, що представляли мислення того часу, а також зберігали вихідний матеріал для багатьох ідей у "теологічних працях отців церкви". У нинішньому вигляді до псевдопіграфальних творів, що містяться у сибілінських оракулах, належить література, написана з ІІ століття до н.е. до 6 століття християнської ери. Вони містять деякі матеріали, що стосуються народження та юності Ісуса. Але цей уривок у книзі ІІІ Оракла, мабуть, уособлює надії дохристиянських александрійських євреїв. 
 "Будьте веселі, діво, і піднесені, бо Вічний, що створив небо і землю, дав тобі радість, і він оселиться в тобі, і тобі буде безсмертне світло.

 І вовки та ягнята безладно їдять траву в горах, і серед діток пасуться леопарди, і бродячі ведмеді поселять серед телят, а м'ясоїдний лев їсть солому на яслах, як бик, і маленькі діти ведуть їх гурт. Бо приручать на землі звірів, які він створив,

 І з молодими дітками заснуть дракони, і не буде шкоди, бо рука Божа буде на них ». 
 Пізніше отці церкви посилаються на наступні книги в Оракулі, які явно натякають на Христа, і, ймовірно, датуються кінцем другого або початку ІІІ століття нашої ери.     Перші християнські богослови продемонстрували у своїх працях свої знання про такі неканонічні джерела.
Неканонічні євангелії містять багато корисного. Апокрифічна література відходить від християнського канону, і її легенди містять багато елементів, схожих на язичницькі історії, що представляють популярні вірування церкви від другого християнського століття і до середньовіччя.

## Інші традиції

### Ацтекська міфологія

#### Уїцилопочтлі
Міф про ацтека Віцилопо́чтлі. Віцилопо́чтлі вважається  богом-покровителем ацтеків. Як сонячне божество, Віцилопо́чтлі тісно пов'язаний і перегукується з Тонатіухом. Матір'ю Хуйцілопочтлі була Котлікуе, або Вона із спідниці змія. Котлікуе, відома своєю побожною природою та доброчесними якостями, одного разу опинилася на горі Коатепек або Коапетлет ("Зміїний пагорб"; поблизу Тули, Ідальго ), підмітаючи і схиляючись до покаяння, коли виявила на землі пучок пір'я. Вона вирішила їх врятувати і помістила в пазуху. Не усвідомлюючи, пір'я просочували її.

## Зовнішні посилання
- 6 диво-історії за Ісусом [Архівовано 31 жовтня 2019 у Wayback Machine.]